# 都尉
都尉（とい）は、中国の秦・漢の官職名。郡の軍事を掌る。
前漢においては、元は郡尉と呼ばれていたが、景帝中元2年（紀元前148年）に郡守を郡太守と改称し、郡尉は郡都尉と改称した。都尉は太守を補佐し、郡内の武職や兵卒を掌った。官秩は比二千石であった。役所は太守とは別の場所に置かれた。通常は郡に一名だが、辺境などでは一郡に複数の都尉が置かれることもあり、その場合には「西部都尉」「中部都尉」などと呼ばれる。副官に丞（官秩比六百石）がいた。
後漢の光武帝の建武6年（30年）、辺境を除いて都尉は廃止され、太守が職務を兼任し、必要に応じ臨時に置かれることがあるだけとなった。蜀漢においても辺境には郡都尉の配置は続いた。
また、前漢においては関所に置かれる関都尉、辺境の郡で農事を掌る農都尉、属国を掌る属国都尉があったが、後漢においては属国都尉だけが残った。それとは別に、騎都尉、奉車都尉、駙馬都尉など一部の高級武官にも都尉の称が使われている。これは同じ校尉と付いても、中央の高級武官と将軍の配下の将校がいることと似ている。
その後、李自成政権が県の統治官を都尉と改めたことがある（従来は「知県事」）。
清代には、武官の散官の名称として都尉が用いられた。一品、二品官の散官は「○○将軍」であるが、三品、四品官の散官は「○○都尉」と名づけられる。
北京政府は警察庁の役職として都尉を設置していた。